# 세상보기
심준구의 세상보기는 KBS 3라디오(수도권 FM 104.9㎒, AM 1134㎑)에서 방송되는 시각장애인 전문 프로그램이다.
진행자는 심준구이며, 생방송은 주말 오전 10시부터 오전 11시까지, 재방송은 주말 저녁 6시부터 저녁 7시까지, 재방송은 주말 밤 11시부터 밤 12시까지이다.

## 역사
2007년 4월 22일에 "심준구의 세상보기"라는 제목으로 첫방송을 시작해, 2009년 5월 3일에 《열린 세상보기》로 제목을 잠정 변경했다가, 2010년 4월 25일부터 원년 제목인 "심준구의 세상보기"로 다시 환원했으며, 원래는 일요일에만 방송됐으나, 2016년 5월 14일부터 주말 방송으로 확대되었다.

## 역대 방송시간
| 방송 채널   | 방송 기간                          | 방송 시간 | 제목              |
| ----------- | ---------------------------------- | --- | ----------------- |
| KBS 3라디오 | 2007년 4월 22일 ~ 2008년 11월 16일 | 매주 일요일 낮 1:00 ~ 오후 2:00 (생방송), 매주 일요일 밤 12:00 ~ 새벽 1:00 (재방송)                                | 심준구의 세상보기 |
| KBS 3라디오 | 2008년 11월 23일 ~ 2009년 4월 26일 | 매주 일요일 오후 4:00 ~ 오후 5:00 (생방송), 매주 일요일 밤 12:00 ~ 새벽 1:00 (재방송)                              | 심준구의 세상보기 |
| KBS 3라디오 | 2010년 4월 25일 ~ 2010년 12월 26일 | 매주 일요일 오후 4:00 ~ 오후 5:00                                                                                  | 심준구의 세상보기 |
| KBS 3라디오 | 2011년 1월 2일 ~ 2011년 11월 6일   | 매주 일요일 저녁 7:00 ~ 밤 8:00 (생방송), 매주 월요일 새벽 2:00 ~ 새벽 3:00 (재방송)                               | 심준구의 세상보기 |
| KBS 3라디오 | 2011년 11월 13일 ~ 2016년 5월 8일  | 매주 일요일 낮 1:00 ~ 오후 2:00                                                                                    | 심준구의 세상보기 |
| KBS 3라디오 | 2016년 5월 14일 ~ 2019년 6월 9일   | 주말 낮 1:00 ~ 오후 2:00 (생방송), 주말 밤 8:00 ~ 밤 9:00 (재방송)                                                 | 심준구의 세상보기 |
| KBS 3라디오 | 2019년 6월 15일 ~ 2024년 5월 19일  | 주말 저녁 6:00 ~ 저녁 7:00 (생방송), 주말 밤 11:00 ~ 밤 12:00 (재방송)                                             | 심준구의 세상보기 |
| KBS 3라디오 | 2024년 5월 25일 ~ 현재             | 주말 오전 10:00 ~ 오전 11:00 (생방송), 주말 저녁 6:00 ~ 저녁 7:00 (재방송), 주말 밤 11:00 ~ 밤 12:00 (심야 재방송) | 심준구의 세상보기 |
| KBS 3라디오 | 2009년 5월 3일 ~ 2009년 10월 25일  | 매주 일요일 오후 4:00 ~ 오후 5:00 (생방송), 매주 일요일 밤 12:00 ~ 새벽 1:00 (재방송)                              | 열린 세상보기     |
| KBS 3라디오 | 2009년 11월 1일 ~ 2010년 4월 18일  | 매주 일요일 오후 4:00 ~ 오후 5:00                                                                                  | 열린 세상보기     |